# Patellapis pulchricincta
Patellapis pulchricincta är en biart som först beskrevs av Cockerell 1933.  Patellapis pulchricincta ingår i släktet Patellapis och familjen vägbin. Inga underarter finns listade i Catalogue of Life.